# John Bodkin Adams

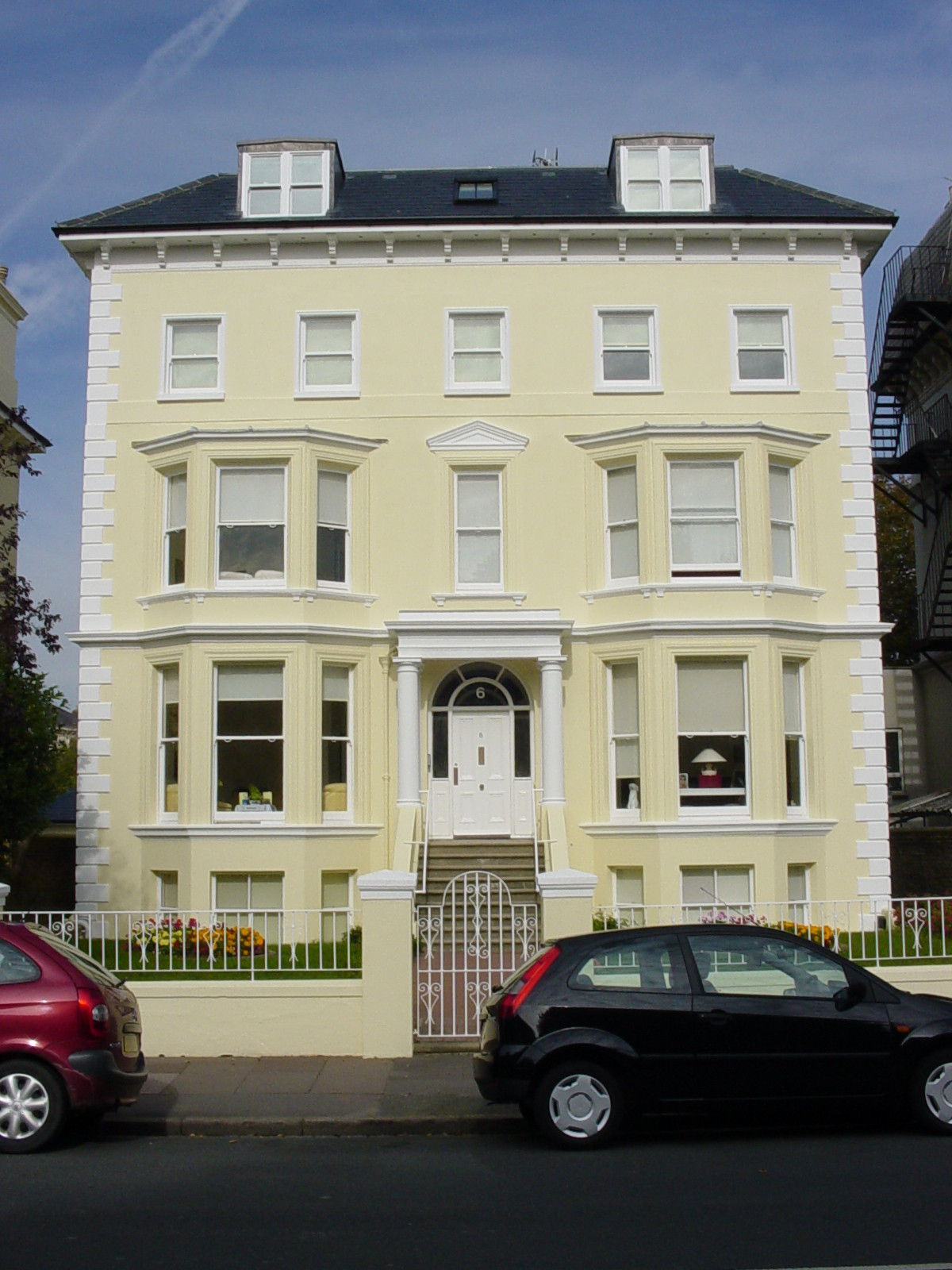
Casa de John Bodkin Adams.

John Bodkin Adams (21 de enero de 1899-4 de julio de 1983) fue un médico británico, estafador convicto y sospechoso de ser un asesino en serie. Es conocido por ser presuntamente uno de los peores asesinos en serie de la historia moderna.

## Adolescencia y juventud
Adams nació en Randalstown (en Ulster) en una familia religiosa perteneciente a los hermanos de Plymouth. El padre de Adams, Samuel, falleció en 1914, cuando Adams contaba con 15 años de edad. Adams estudió en la Universidad de Belfast desde 1916. El hermano de Adams, William, falleció en 1918 durante la pandemia de gripe.
En 1922, Adams comenzó a trabajar en Eastbourne (Inglaterra).

## Detención y juicio
Después de años de rumores, en 1956 Adams fue arrestado por el presunto asesinato de una paciente. Cuando el caso se juzgó en 1957 no salieron suficientes pruebas y fue liberado. Sin embargo, las investigaciones terminaron con un posible saldo de 163 víctimas.
Adams mataba supuestamente a sus víctimas con sobredosis de fármacos y medicamentos, luego de que las mismas cambiaran sus testamentos a su favor. Este método incruento le serviría a Adams para pasar desapercibido durante mucho tiempo y ser considerado el médico de cabecera más rico de Inglaterra, ya que sus víctimas eran en su mayoría ancianos, y sus muertes eran consideradas como consecuencia de sus avanzadas edades.

## En la cultura popular
- Sybille Bedford, The Best We Can Do
- Marshall Cavendish, Murder Casebook 40 Eastbourne's Doctor Death, 1990
- Pamela V. Cullen, A Stranger in Blood: The Case Files on Dr John Bodkin Adams, London, Elliott & Thompson, 2006, ISBN 1-904027-19-9
- Patrick Devlin, Easing the passing: The trial of Doctor John Bodkin Adams, London, The Bodley Head, 1985
- Percy Hoskins, Two men were acquitted: The trial and acquittal of Doctor John Bodkin Adams
- Rodney Hallworth, Mark Williams, Where there's a will... The sensational life of Dr John Bodkin Adams, 1983, Capstan Press, Jersey ISBN 0-946797-00-5
- J.H.H. Gaute and Robin Odell, The New Murderer's Who's Who, 1996, Harrap Books, London
- John Surtees, The Strange Case of Dr. Bodkin Adams: The Life and Murder Trial of Eastbourne's Infamous Doctor and the Views of Those Who Knew Him, 2000